# Propliopithecidae
A família Propliopithecidae é formada por várias espécies extintas de símios entre os quais se contam os mais antigos representantes do clado Catarrhini, ao qual pertencem igualmente os hominídeos.
São as seguintes as espécies de propliopitecídeos descritas:
- Algeripithecus minutus Godinot & Mahboubi, 1992
- Moeripithecus markgrafi Schlosser, 1910 non 1911 (ou Propliopithecus markgrafi (Schlosser, 1911) sensu Simons, Andrews & Pilbeam, 1978)
- Aegyptopithecus zeuxis Simons, 1965
- Género Propliopithecus Schlosser, 1910 (ou Moeripithecus Schlosser, 1911; Aeolopithecus Simons, 1965), com as seguintes espécies:
  - P. haeckeli Schlosser, 1911
  - P. chirobates (Simons, 1965) (Aeolopithecus Simons, 1965)
  - P. ankeli Simons et al., 1987